# 大和田村 (大阪府)
大和田村（おおわだむら）は、大阪府北河内郡にあった村。現在の門真市の中部にあたる。

## 地理
- 河川：古川

## 歴史
- 1889年（明治22年）4月1日 - 町村制の施行により、茨田郡横地村・常称寺村・野口村・打越村・北島村の区域をもって発足。
- 1896年（明治29年）4月1日 - 所属郡が北河内郡に変更。
- 1956年（昭和31年）9月30日 - 北河内郡門真町に編入される。同日大和田村廃止。

## 交通

### 鉄道路線
- 京阪電気鉄道
  - 京阪本線
    - 大和田駅

### 道路
- 国道163号

現在は旧村域を第二京阪道路が通過するが、当時は未開通。

## 名所・旧跡・観光スポット・祭事・催事
- 堤根神社